# Wolf Kroeger
Pour les articles homonymes, voir Kroeger.
Wolf Kroeger (né le 27 mai 1941 en Allemagne) est un architecte de cinéma d'origine allemande qui travaille principalement au Canada.

## Biographie
Originaire de République démocratique allemande, Wolf Kroeger suit sa famille qui s'est installé en Australie peu après la fin de la Seconde Guerre mondiale. Il étudie et commence sa carrière à la télévision. L'Opéra d'État de Bavière l'engage ensuite pendant deux saisons comme scénographe. Basé au Canada depuis le début des années 1970, Kroeger travaille comme scénographe pour la télévision et le cinéma. Peu avant les années 1980, Kroeger commence à travailler régulièrement sur des films américains, principalement tournés au Canada et en Europe, avec occasionnellement l'Asie et l'Afrique. Il se fait connaître dans le milieu au début des années 1980 avec des décors cinématographiques pour diverses productions de Robert Altman.
Pour le film Popeye d'Altman, Wolf Kroeger construit "un village portuaire en bois enchanté et tordu appelé" Sweethaven "à Anchor Bay sur la côte sud-ouest maltaise durant sept mois de 1979. A la fin du tournage en juin 1980, le village fictif est transformé en une destination touristique nommée 'Popeye Village' . Kroeger a conçu d'autres décors de films importants pour des productions de Michael Cimino (L'Année du Dragon, Le Sicilien) et Brian De Palma (Outrages). Juste avant l'an 2000, Kroeger reconstitue un champ de bataille réaliste dans son ancienne patrie pour le drame de guerre de Jean-Jacques Annaud, Stalingrad . Ses conceptions de construction tardives soutenaient principalement des histoires élaborées de fantaisie et d'aventure. Il travaille pour plusieurs productions de Walt Disney Pictures comme Les Trois Mousquetaires (1993), Le Règne du feu (2000) ou Prince of Persia : Les Sables du Temps (2009).

## Filmographie
- 1973 : La fille en bleu (U-Turn)
- 1974 : Exécuté pour désertion (téléfilm)
- 1975 : Breaking Point (en)
- 1978 : Les Femmes de 30 ans
- 1978 : Quintet
- 1980 : Popeye
- 1982 : Rambo
- 1982 : Split Image
- 1983 : Streamers
- 1983 : La prochaine victime (Bay Boy)
- 1983 : Ladyhawke, la femme de la nuit
- 1984 : L'Année du Dragon
- 1986 : Le Sicilien
- 1988 : Outrages
- 1989 : Deux Dollars sur un tocard
- 1989 : Nous ne sommes pas des anges
- 1991 : Le Dernier des Mohicans
- 1993 : Les Trois Mousquetaires
- 1993 : Agaguk
- 1996 : À couteaux tirés
- 1998 : Le 13e Guerrier
- 1999 : Crinière au vent, une âme indomptable
- 2000 : Stalingrad
- 2000 : Equilibrium
- 2000 : Sans frontière
- 2001 : Le Règne du feu
- 2004 : Zig Zag, l'étalon zébré
- 2006 : Eragon
- 2007 : L'Amour aux temps du choléra
- 2009 : Prince of Persia : Les Sables du Temps
- 2013 : Black Sails (série télévisée)